# Greco di Tufo spumante
Le Greco di Tufo spumante est un vin effervescent italien de la région Campanie doté d'une appellation DOCG depuis le 26 mars 1970. Seuls ont droit à la DOC les vins rouges récoltés à l'intérieur de l'aire de production définie par le décret. 

## Aire de production
Les vignobles autorisés se situent en province d'Avellino dans les communes Tufo, Altavilla Irpina, Chianche, Montefusco, Prata di Principato Ultra, Petruro Irpino, Santa Paolina et Torrioni.
Voir aussi l'article Greco di Tufo.

## Caractéristiques organoleptiques
- couleur: jaune paille plus ou moins intense avec des reflets verdâtres
- odeur: agréable, intense, fin,  caractéristique, arômes de levure
- saveur: sèche, harmonique, du type extrabrut ou brut

Le Greco di Tufo spumante se déguste à une temperature comprise entre 5 et 7 °C et il se boit jeune.

## Production
Province, saison, volume en hectolitres :
- pas de données disponibles